# Marcelo rucci
Marcelo Esteban Rucci es un dirigente sindical y político argentino, conocido por su liderazgo al frente del Sindicato de Petróleo y Gas Privado de Río Negro, Neuquén y La Pampa, una de las organizaciones gremiales más influyentes del país. Nacido en una localidad petrolera, su trayectoria ha estado marcada por la defensa de los derechos laborales y el fortalecimiento de Vaca Muerta como un pilar clave de la economía nacional.

## Biografía

### Inicios y trayectoria sindical
Rucci nació en 1966 en Rincón de los Sauces, Neuquén, una ciudad profundamente ligada a la industria petrolera. Desde joven, comenzó a trabajar en los yacimientos, lo que lo llevó a involucrarse en la actividad sindical. Su primer rol de peso en el gremio fue como secretario administrativo, bajo el liderazgo de Guillermo Pereyra, figura histórica del sindicato.
Tras el retiro de Pereyra en 2021, Rucci fue elegido secretario general con un respaldo del 86% de los votos, asumiendo la conducción de un gremio que en 2025 tiene más de 25,000 afiliados. Su gestión se ha caracterizado por un enfoque firme y práctico: ordenó a los delegados sindicales trabajar en los yacimientos junto a los operarios y estableció controles regulares para garantizar mejores condiciones laborales.

### Rol en Vaca Muerta y poder de negociación
Como líder del sindicato petrolero más influyente de Argentina, Rucci tiene una gran capacidad de negociación en Vaca Muerta, una de las reservas de hidrocarburos no convencionales más importantes del mundo (segunda de gas y cuarta de petróleo). Su prioridad ha sido dignificar el trabajo en el sector, logrando acuerdos salariales por encima de la inflación y exigiendo mayores medidas de seguridad para los operarios.
Entre los logros más importantes de su gestión se encuentran la eliminación de zonas diferenciales, el salario mínimo para ingresantes, la eliminación de Impuesto a las ganancias en ítems salariales, la incorporación de un canal sanitario de evacuación aérea para emergencias en la cuenca, viandas, puso fin a la adenda al CCT 644/12 que flexibilizaba el trabajo, negocio la finalización de los contratos on call y la multiplicidad de tareas, reducción de diagramas laborales y aumentos salariales permanentes para mantener el poder adquisitivo de los ingresos en un contexto inflacionario, entre otras

### Conflictos y medidas de fuerza
Rucci ha sido protagonista de distintos paros y movilizaciones en defensa de los derechos de los petroleros.
En 1999 encabezó un paro histórico de Rincón de los Sauces contra YPF (9 de septiembre de 1999). En esa fecha, los trabajadores petroleros de la región realizaron una huelga de 24 horas en protesta por las condiciones laborales y salariales impuestas por la empresa Repsol-YPF, que había privatizado YPF en 1999. Las demandas incluían mejoras en las condiciones de trabajo, una obra social acorde y un incremento salarial del 40%, ya que consideraban insuficientes los sueldos de ese momento.
La protesta paralizó los principales yacimientos de Repsol-YPF en la zona, como Lomitas y Chihuido, afectando entre 500 y 600 pozos.
Este paro es recordado como un hito en la historia del sindicalismo petrolero en Argentina, ya que reflejó la lucha de los trabajadores por sus derechos laborales y por condiciones de trabajo dignas en un contexto de privatización y reestructuración de la industria petrolera nacional.
En mayo de 2024, encabezó un paro de 48 horas en rechazo a la re implementación del Impuesto a las Ganancias, argumentando que afectaba injustamente los ingresos de los trabajadores del sector.
Asimismo, ha liderado protestas contra despidos en empresas petroleras y ha exigido mejores condiciones de trabajo, incluyendo la capacitación del personal y la modernización de equipos para minimizar riesgos laborales. "No hay producción que valga una vida", declaró en una asamblea en Añelo, reafirmando su compromiso con la seguridad de los operarios.

### Carrera política
Paralelamente a su trayectoria sindical, Rucci tuvo un importante rol en la política neuquina dentro del Movimiento Popular Neuquino (MPN). Fue concejal de Rincón de los Sauces (2003-2007) y en 2011 fue elegido intendente, siendo reelecto en 2015 con el 76% de los votos.
Durante su gestión, impulsó obras clave como mejoras en el suministro de agua, cloacas y espacios públicos, transformando la infraestructura de la localidad. En 2017, respaldó protestas contra despidos en la empresa OSP, lo que le valió el apodo de "el intendente piquetero", reforzando su imagen de defensor del empleo local.

### Posicionamiento actual
A febrero de 2025, Rucci sigue consolidándose como una de las figuras más influyentes del sector energético y sindical en Argentina. Ha mantenido una postura combativa frente a políticas que considera perjudiciales para los trabajadores, como la restitución del Impuesto a las Ganancias en 2024. Su enfrentamiento con el gobierno nacional y su capacidad para paralizar la producción de Vaca Muerta lo han convertido en un actor clave en la política económica del país.
Sin embargo, Rucci también ha demostrado pragmatismo. Durante la disputa en 2024 entre el presidente Javier Milei y el gobernador de Chubut, Ignacio Torres, por fondos coparticipables, optó por no intervenir ni paralizar la producción, priorizando la estabilidad del sector.
Además, ha impulsado políticas de capacitación y tecnología en el sector petrolero, asegurando que la modernización no se traduzca en pérdida de empleos.

### Legado y proyección
Marcelo Rucci es reconocido como un líder sindical combativo, con un fuerte arraigo en la comunidad petrolera y en la política de Neuquén. Su estilo de liderazgo directo, su capacidad de movilización y su influencia en las decisiones energéticas del país lo posicionan como un dirigente clave en el futuro del sindicalismo argentino.
A pesar de haber dejado la intendencia en 2019, su rol en el MPN y su discurso sobre Vaca Muerta como el "corazón energético del país" lo mantienen como una figura central en la industria y la política de la región.